# Piščena Mali
Piščena Mali je majhen nenaseljen otoček v Jadranskem morju, ki pripada Hrvaški. Piščena Mali leži med Drvenikom Velim in Čiovom. Od sosednjega Piščena Velikega ga ločuje le nekaj deset metrov širok morski preliv.